# Nautiliaa
Nautiliaa est le deuxième épisode de la série de bande dessinée Atalante.
- Scénario et dessins : Crisse
- Couleurs : Anyk

- Date de sortie : février 2002

## Synopsis
Atalante est enfin acceptée comme 50e Argonaute après son exploit auprès de Chiron. Héraclès découvre un passager clandestin qui n'est autre que Pyros, qui ne veut pas laisser partir Atalante. Le héros souhaite le balancer à l'eau, mais la chasseresse s'y oppose. Jason tente de calmer le jeu en demandant à Atalante de ranger son poignard et en relevant la bénédiction d'avoir un Faune à son bord. Héraclès se calme.
Argos, l'architecte du vaisseau, souhaite prendre la haute mer pour gagner du temps, mais le timonier Tiphys s'y oppose, relevant le danger de s'aventurer dans le domaine de Poséïdon. Pyros propose que Jason demander à Athéna d'intercéder auprès de lui.
Pendant ce temps, Argos raconte à Atalante l'histoire de Jason et le pourquoi de ce voyage de folie. Pour reconquérir le trône d'Iolcos, Jason doit rapporter à son oncle Pélias, l'usurpateur, la mythique Toison d'or, qui donne la puissance d'un dieu.
Jason reçoit l'aval d'Athéna. L'Argo, après plusieurs jours de haute mer et en manque de provisions, fait escale sur une île dont les alentours sont gardés par des dauphins et une baleine qui les laissent passer. L'île, Lemnos, n'abrite que des femmes, dont leur Reine Hypsipyle. Elle propose un échange des plus étranges : de l'eau et de la nourriture contre la fécondation des habitantes. 
Sur une question pertinente d'Atalante, la Reine explique la disparition des hommes de Lemnos. Ayant été mauvais avec les femmes, ils subirent la colère de Poséïdon. Ils furent soit tués, soit transformés en dauphins ou, pour le Roi Thoas, en baleine. Jason se voit contraint d'accepter le marché, énervant Atalante qui quitte le palais, Pyros à sa poursuite.
Ils rencontrent Nautiliaa, une jeune fille de l'île qui se languit de son fiancé Itys, lui aussi transformé en dauphin. Ils se rendent auprès d'Alcyrrhoé, une puissante sorcière qui offrait ses charmes aux hommes de Lemnos et qui fut transformée en poulpe géant par la malédiction de Poséïdon. Elle peut rendre son aspect humain au fiancé de Nautiliaa, mais en échange, elle veut rentrer en possession d'un médaillon détenu par sa sœur Lorcyca, transformée en murène.
Atalante plonge dans l'eau et va récupérer le médaillon que Nautiliaa donne à Alcyrrhoé. Cette dernière redonne forme humaine à Itys, mais Lorcyca retourne vers sa sœur et invoque l'ire de Poséïdon, car selon les dieux : « Ce qui est fait ne peut être défait ! » Atalante et Pyros retrouvent les Argonautes qui quittent Lemnos, leur tâche effectuée. Atalante reçoit d'un couple de dauphins le médaillon maudit et reconnaît en l'un d'eux Nautiliaa.